# Ziua mondială de combatere a SIDA

Panglica roşie este simbolul global pentru solidaritate cu persoanele depistate HIV pozitiv și a celor care trăiesc cu SIDA.

Ziua mondială de combatere a SIDA, sărbătorită pe 1 decembrie în fiecare an, este dedicată creșterii gradului de conștientizare a pandemiei de SIDA cauzată de răspândirea infecției cu HIV. Oficialii guvernului și ai sănătății amintesc ziua, de multe ori cu discursuri sau forumuri cu privire la subiectele SIDA. Din 1995, Președintele Statelor Unite ale Americii a proclamat oficial Ziua mondială SIDA. Guvernele din alte țări au urmat exemplul și a emis anunțuri similare. SIDA a ucis mai mult de 25 de milioane de oameni între 1981 și 2007, și un procent estimat de 33.2 milioane de oameni trăiesc cu HIV în întreaga lume începând cu anul 2007, aceasta este una dintre cele mai distructive epidemii din istorie. În ciuda accesului îmbunătățit la tratamentul antiretroviral și îngrijire în multe regiuni ale lumii, epidemia SIDA a luat un procent estimat la 2 milioane de vieți în 2007, din care aproximativ 270.000 au fost copii.

## Istorie

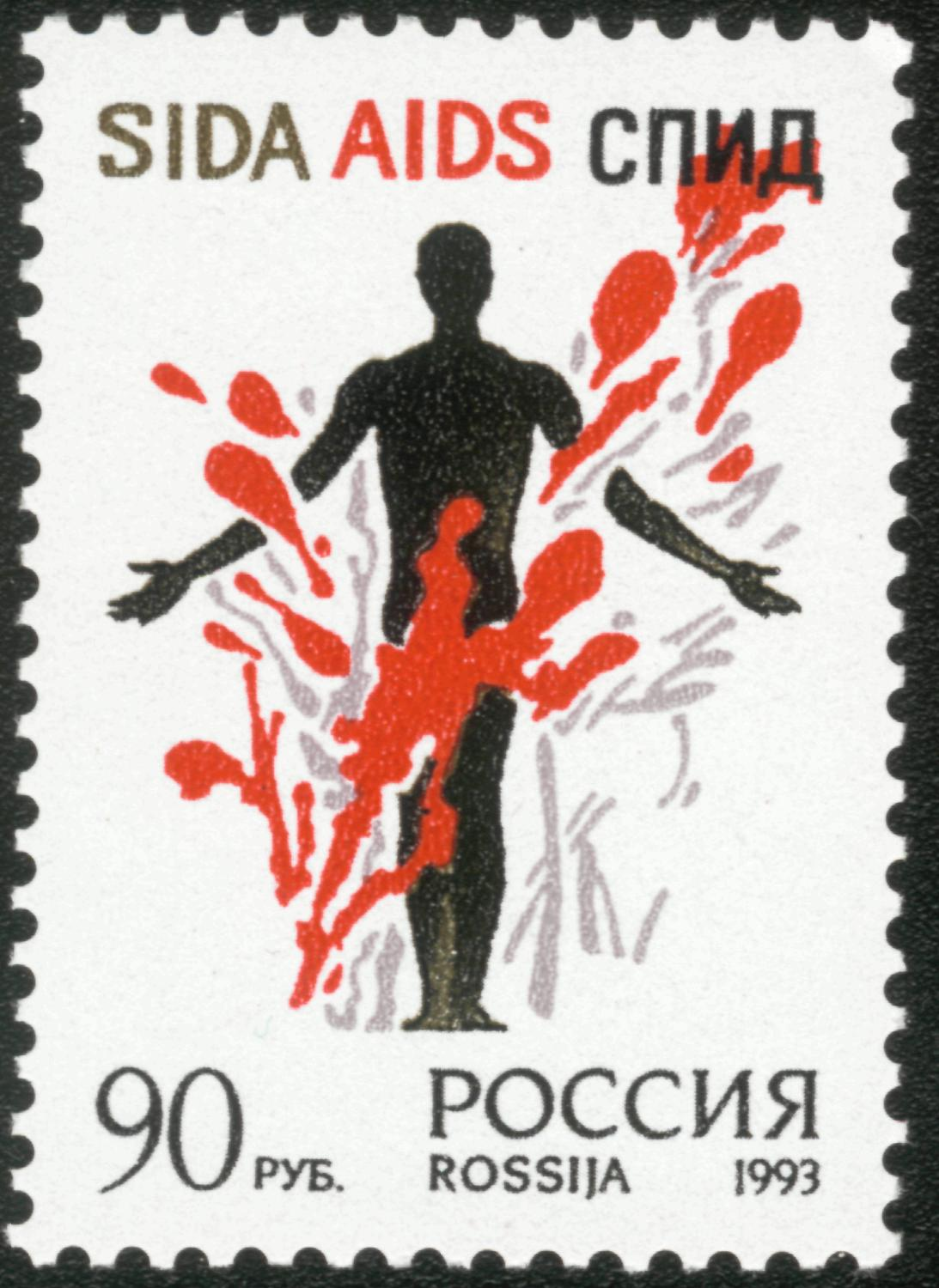
Timbru din Rusia, 1993

Ziua mondială de combatere a SIDA a fost prima dată concepută în luna august 1987 de catre James W. Bunn și Thomas Netter, doi ofițeri de informare publică pentru Programul Global pentru SIDA de la Organizația Mondială a Sănătății de la Geneva, Elveția.  Bunn și Netter au trimis ideea lor directorului Programului Global privind SIDA (acum cunoscut ca UNAIDS) Dr. Jonathan Mann. Doctorului Mann i-a plăcut conceptul și l-a aprobat și a convenit cu recomandarea ca sărbătorirea primei Zilei Mondiale SIDA ar trebui să fie 1 decembrie 1988. Bunn, un jurnalist de transmisie într-un concediu-de-absență de la îndatoririle sale de reporter la K PIX-TV din San Francisco, a recomandat data de 1 decembrie deoarece crede că ar maximiza puterea de acoperire de către mass-media occidentală. Deoarece 1988 a fost an electoral în SUA, Bunn a sugerat că mass-media s-ar fi săturat să transmită știri postelectorale și atunci ar fi dornici să găsească o poveste proaspătă pentru a o transmite. Bunn și Netter au stabilit că 1 decembrie este la suficient timp după alegeri și destul de înainte de sărbătorile de Crăciun, care a fost, de fapt, un loc mort în calendarul de știri și, astfel, momentul perfect pentru Ziua Mondială SIDA. La data de 18 iunie 1986, K PIX'S „Lifeline SIDA”, un proiect de educație comunitară, a fost onorat cu o Referirea prezidențială pentru inițiative ale sectorului privat prezentată de către președintele Ronald Reagan. Datorită rolului său în calitate de cocreator al „Lifeline SIDA” Bunn fost întrebat de către Dr. Mann, în numele guvernului Statelor Unite, dacă dorește să își ia doi ani de concediu-de-absență să se alăture Dr. Mann, un epidemiolog de la centrele pentru Controlul Bolilor, și asistență în crearea Programului Global privind SIDA pentru Organizația Națiunilor Unite Mondială a Sănătății. Domnul Bunn acceptă și a fost numit primul ofițer de informare publică pentru Programul Global pentru SIDA. Împreună cu domnul Netter, Bunn a conceput, proiectat și implementat respectarea Ziua Mondială a SIDA - acum inițiativa cea mai longevivă prevenire a bolilor din istoria sănătății publice.
Programul Națiunilor Unite pentru HIV/SIDA (ONUSIDA) a devenit operațional în 1996 și a preluat planificarea și promovarea Zilei Mondiale SIDA. Mai degrabă decât se concentreze pe o singură zi, ONUSIDA a creat Campania Mondială SIDA în 1997 și se concentrează pe tot parcursul anului pe comunicații, prevenire și educație.
În primii doi ani, tema Zilei Mondiale SIDA s-a axat pe copii și tineri. Aceste teme au fost puternic criticate la acea vreme deoarece ignora faptul că persoanele de toate vârstele se pot infecta cu HIV și pot fi bolnave cu SIDA. Dar temele au atras atenția asupra epidemiei HIV/SIDA, și au ajutat la atenuarea unora dintre stigmatizările legate de boală, și a ajutat la stimularea recunoașterii problemei ca o boală de familie. 
În 2004, Campania Mondială SIDA a devenit o organizație independentă.
În fiecare an, Papa Ioan Paul al II-lea și Papa Benedict al XVI-lea au lansat un mesaj de salut pentru pacienți și medici de Ziua Mondială SIDA.

## Alegerea temei
De la începuturile sale până în 2004, ONUSIDA a condus campaniei Ziua Mondială SIDA, selectând teme anuale, în consultare cu alte organizații de sănătate la nivel mondial. Începând cu 2008, în fiecare an tema Zilei Mondiale SIDA este aleasă de Comisia Mondială SIDA după consultări ample cu oameni, organizații și agenții guvernamentale implicate în prevenirea și tratarea HIV/SIDA. Pentru fiecare Zi Mondială SIDA, din 2005 până în 2010, tema va fi „Opriți SIDA. Păstrați-vă Promisiunea.”, cu o sub-temă anuală. Această temă majoră este concepută pentru a încuraja liderii politici să își mențină angajamentul lor pentru a realiza accesul universal la prevenirea HIV/SIDA, tratament, îngrijire, sprijin până în anul 2010. Această temă nu este specifică pentru Ziua Mondială SIDA, dar este folosită pe tot parcursul anului în eforturile de evidențire a CMS în creșterea gradului de conștientizare HIV/SIDA în contextul altor evenimente majore la nivel global, inclusiv Summit-ul G8. Campania Globală împotriva SIDA conduce, de asemenea, campanii „în țară” în întreaga lume, cum ar fi Student Stop AIDS Campaign, o campanie de sensibilizare la infecție destinată tinerilor din Marea Britanie.

### Temele Zilei mondiale de combatere a SIDA, 1988–prezent

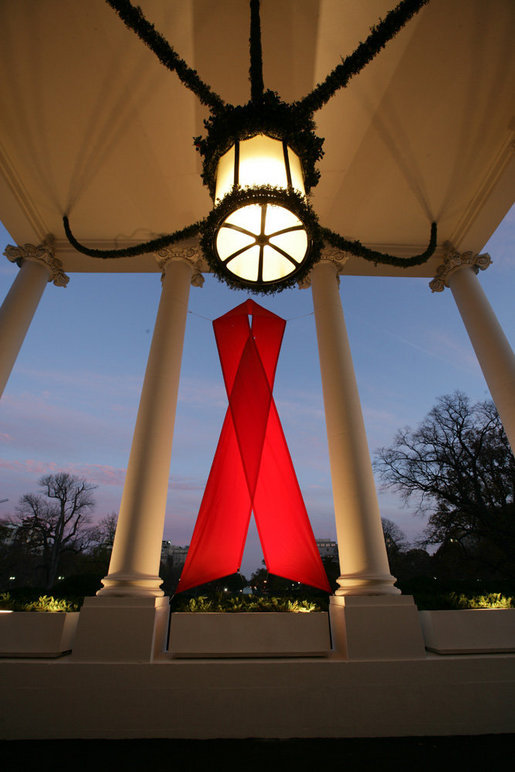
O panglică roşie mare atârnă între coloane în porticul de nord al Casei Albe pentru Ziua Mondială SIDA, 30 noiembrie 2007

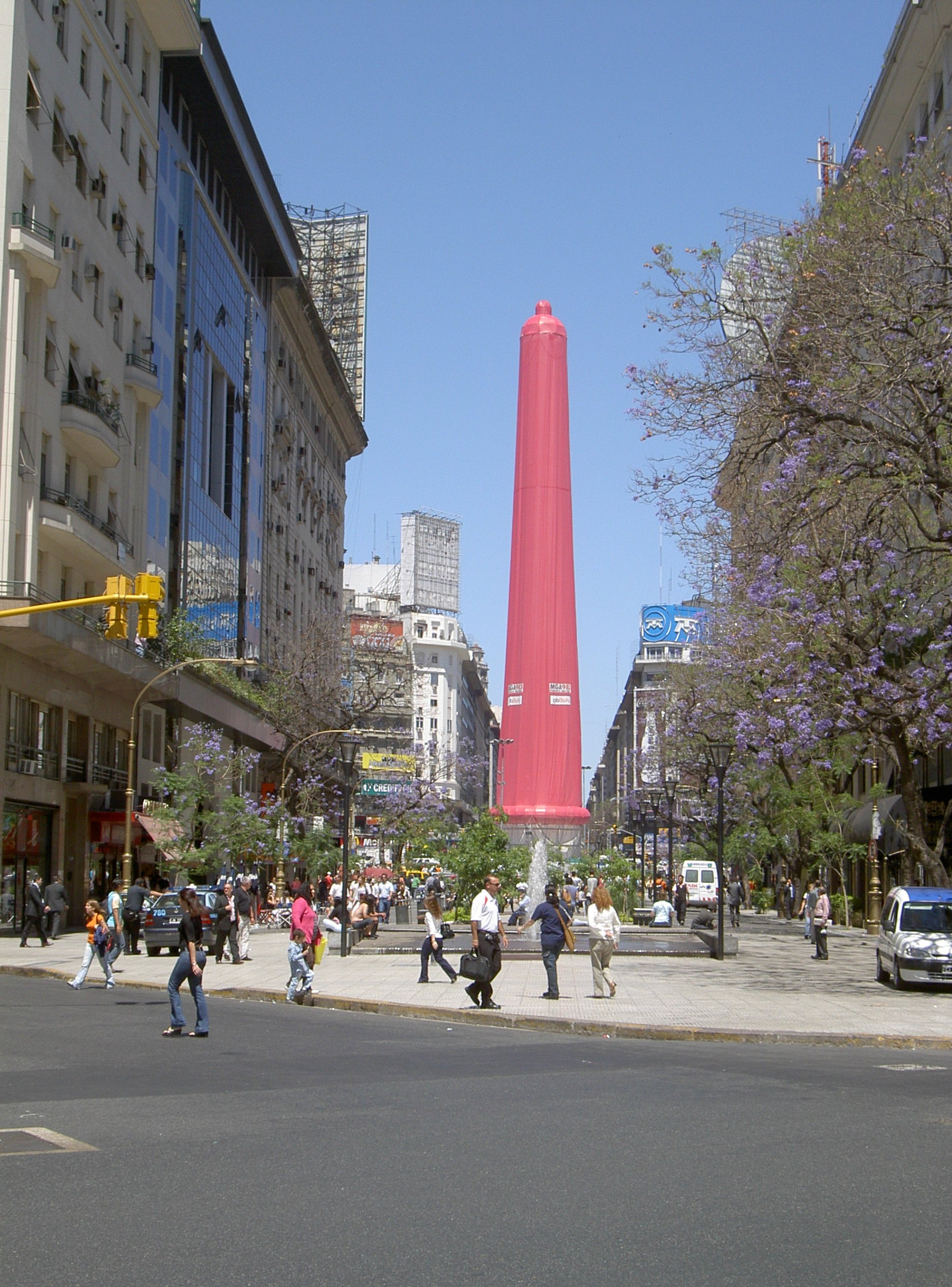
Un „prezervativ” lung de 67m pe Obeliscul din Buenos Aires, Argentina, parte a campaniei de conștientizare a Zilei mondiale de combatere a SIDA 2005

### Temele Zilei mondiale de combatere a SIDA, 1988–prezent[16]
| 1988 | Comunicare                                                                 |
| 1989 | Tineret                                                                    |
| 1990 | Femeile și SIDA                                                            |
| 1991 | Împărtășirea provocării                                                    |
| 1992 | Angajamentul comunității                                                   |
| 1993 | Acționează                                                                 |
| 1994 | Familia și SIDA                                                            |
| 1995 | Drepturi comune, responsabilități comune                                   |
| 1996 | O lume. O Speranță.                                                        |
| 1997 | Copii care trăiesc într-o lume cu SIDA                                     |
| 1998 | Forța pentru Schimbare: Campania Mondial SIDA Cu Tineri                    |
| 1999 | Ascultă, Învață, Trăiește: Campania Mondială SIDA, cu copii și tineri      |
| 2000 | SIDA: Bărbații fac o diferență                                             |
| 2001 | Mie îmi pasă. Ție?                                                         |
| 2002 | Stigmatizare și discriminare                                               |
| 2003 | Stigmatizare și discriminare                                               |
| 2004 | Femei, Fete, HIV și SIDA                                                   |
| 2005 | Opriți SIDA. Păstrați-vă Promisiunea.                                      |
| 2006 | Opriți SIDA. Păstrați-vă Promisiunea. – Responsabilitate                   |
| 2007 | Opriți SIDA. Păstrați-vă Promisiunea. – Conducere                          |
| 2008 | Opriți SIDA. Păstrați-vă Promisiunea. – Condu – Împuternicește – Transmite |
| 2009 | Accesul Universal și Drepturile Omului                                     |
| 2010 | Accesul Universal și Drepturile Omului                                     |
| 2011 | Ajungerea la zero                                                          |
| 2012 | Ajungerea la zero                                                          |
| 2013 | Ajungerea la zero                                                          |
| 2014 | Ajungerea la zero                                                          |
| 2015 | Ajungerea la zero                                                          |

## Luna conștientizării SIDA
Diferite guverne și organizații au declarat luni diferite ca Luna conștientizării SIDA. Cele mai populare alegeri sunt Octombrie și Decembrie. Decembrie este aleasă pentru a coincide cu Ziua mondială de combatere a SIDA.